# Liste des primats de l'Église orthodoxe de Chypre
Liste des archevêques orthodoxes de Chypre (primats de l'Église orthodoxe de Chypre).
- Saint Barnabé (45)
- Gelassios (325)
- Épiphane de Salamine (368)
- Stavrinos (403)
- Troilos (431)
- Reginos (431)
- Olympio (449)
- Stavrinos II (457)
- Anthemios (470)
- Olympio II (Pendant le règne de Justinien)
- Philoxène (Pendant le règne de Justinien)
- Damianos (Pendant le règne de Justinien)
- Sophronios (Pendant le règne de Justinien)
- Gregorios (Pendant le règne de Justinien)
- Arkadios (Pendant le règne de Justinien)
- Plutarque (620)
- Arkadios II (630)
- Serghios (643)
- Epiphane II (681)
- Ioannis (691)
- Georgios (750)
- Constantine (783)
- Epiphane III (890)
- Vasilios
- Nicolas
- Ioannis II (1151)
- Barnabé II (1175)
- Sophronios II (1191)
- Isaias (1209)
- Neophytos (1222)
- Georgios II (1254)
- Germanos (1260)

Sous la dynastie des Lusignan et pendant la période de domination vénitienne de 1260 à 1571, l'Église chypriote cessa d'être autocéphale et dépendit directement du Saint-Siège, ses diocèses furent réduits de 14 à 4 jusqu'à la conquête ottomane : les Turcs restaurèrent alors l'Église orthodoxe chypriote dans tous ses anciens droits et privilèges, en signe de bienveillance à l'égard des Grecs et pour des raisons administratives bien comprises.
- Timothée (1572)
- Lavrentios (1580)
- Néophyte (1592)
- Athanassios (1592)
- Veniamin (1600)
- Christodoulos (1606)
- Nicéphore (1641)
- Ilarion Kigalas (1674)
- Christodoulos II (1682)
- Iacovos (1691)
- Germanos II (1695)
- Patriarche d'Antioche Athanasios (1705)
- Iacovos II (1709)
- Silvestros (1718)
- Philotheos (1734)
- Paissios (1759)
- Chrysanthos (1767)
- Kyprianos (1810)
- Ioakim (1821)
- Damaskinos (1824)
- Panaretos (1827)
- Ioannikos (1840)
- Kyrillos (1849)
- Makarios (1854)
- Sophronios III (1865)
- Kyrillos II (1909)
- Kyrillos III (1916)
- Leontios (1947)
- Makarios II (1947)
- Makarios III (1950) Archevêque et premier président de la république de Chypre
- Chrysostome Ier (1977)
- Chrysostome II (2006)
- Georges III (2022)[1]